# Steatoda ancora
Steatoda ancora är en spindelart som först beskrevs av Grube 1861.  Steatoda ancora ingår i släktet vaxspindlar, och familjen klotspindlar. Inga underarter finns listade i Catalogue of Life.